# Lucien Trepper
Lucien Trepper (* 19. Mai 1953 in Genf) ist ein Schweizer Bogenschütze.
Trepper nahm an den Olympischen Spielen 1972 in München teil und erreichte den 10. Platz. Sein Heimatverein ist Compagnons de l'Arc Genève.
1971 gelang Trepper die Egalisierung des Weltrekordes. Bei der WM 1978 im eigenen Land wurde er 12.